# メンフィス・オープン
メンフィス・オープン（Memphis Open）は、アメリカ合衆国・メンフィスにて開催されていたATPプロテニスツアー大会である。サーフェスは室内ハードコート。大会グレードはATPワールドツアー・250シリーズ。2014年までは全米国際インドアテニス選手権（U.S. National Indoor Tennis Championships）という大会名だった。

## 概要
1971年から1975年にかけてメリーランド州サリスベリーで開催されていた大会が1976年に現在の開催地であるメンフィスに開催地を変更、更に2002年からは従来オクラホマシティで開催されてきたWTAツアー大会が合流し、男女共催大会となっていたが、2014年からブラジルのリオデジャネイロで新設されたリオ・オープンに女子の部が移行し男子の大会のみになった。
男子大会は2013年まで500シリーズであったが、リオ・オープンが500シリーズになったため250シリーズに降格となった。
2018年以降は大会スポンサーの変更により開催地がニューヨーク・ユニオンデールへ移され、大会名も『ニューヨーク・オープン』と変更され、2017年をもってメンフィスでの大会は終了した。女子はインターナショナル・トーナメントに属していた。またこのメンフィスという地はギブソンの発祥の場所でもあることから2015年より大会優勝者にはギブソンの本物のギターがトロフィーの代わりに贈られていた。男子シングルスでは錦織圭が最多四度の優勝とBIG4以外では現役唯一の同一大会4連覇を達成した

## 歴代優勝者

### 男子シングルス
| 開催地       | 年               | 優勝者                 | 準優勝者                   | 決勝結果                      |
| ------------ | ---------------- | ---------------------- | -------------------------- | ----------------------------- |
| メンフィス   | 2017             | ライアン・ハリソン     | ニコロズ・バシラシビリ     | 6–1, 6–4                      |
| メンフィス   | 2016             | 錦織圭                 | テイラー・フリッツ         | 6–4, 6–4                      |
| メンフィス   | 2015             | 錦織圭                 | ケビン・アンダーソン       | 6–4, 6–4                      |
| メンフィス   | 2014             | 錦織圭                 | イボ・カロビッチ           | 6–4, 7–6(0)                   |
| メンフィス   | 2013             | 錦織圭                 | フェリシアーノ・ロペス     | 6–2, 6–3                      |
| メンフィス   | ↑ ATPツアー250 ↑ |                        |                            |                               |
| メンフィス   | 2012             | ユルゲン・メルツァー   | ミロシュ・ラオニッチ       | 7–5, 7–6(4)                   |
| メンフィス   | 2011             | アンディ・ロディック   | ミロシュ・ラオニッチ       | 7–6(7), 6–7(11), 7–5          |
| メンフィス   | 2010             | サム・クエリー         | ジョン・イスナー           | 6-7(3), 7-6(5), 6-3           |
| メンフィス   | 2009             | アンディ・ロディック   | ラデク・ステパネク         | 7-5, 7-5                      |
| メンフィス   | 2008             | スティーブ・ダルシス   | ロビン・セーデリング       | 6-3, 7-6(5)                   |
| メンフィス   | 2007             | トミー・ハース         | アンディ・ロディック       | 6-3, 6-2                      |
| メンフィス   | 2006             | トミー・ハース         | ロビン・セーデリング       | 6-3, 6-2                      |
| メンフィス   | 2005             | ケネス・カールセン     | マックス・ミルヌイ         | 7-5, 7-5                      |
| メンフィス   | 2004             | ヨアキム・ヨハンソン   | ニコラス・キーファー       | 7-6(5), 6-3                   |
| メンフィス   | 2003             | テイラー・デント       | アンディ・ロディック       | 6-1, 6-4                      |
| メンフィス   | 2002             | アンディ・ロディック   | ジェームズ・ブレーク       | 6-4, 3-6, 7-5                 |
| メンフィス   | 2001             | マーク・フィリプーシス | ダビド・サンギネッティ     | 6-3, 6-7(5), 6-3              |
| メンフィス   | 2000             | マグヌス・ラーション   | バイロン・ブラック         | 6-2, 1-6, 6-3                 |
| メンフィス   | 1999             | トミー・ハース         | ジム・クーリエ             | 6-4, 6-1                      |
| メンフィス   | 1998             | マーク・フィリプーシス | マイケル・チャン           | 6-3, 6-2                      |
| メンフィス   | 1997             | マイケル・チャン       | トッド・ウッドブリッジ     | 6-3, 6-4                      |
| メンフィス   | 1996             | ピート・サンプラス     | トッド・マーティン         | 6-4, 7-6(2)                   |
| メンフィス   | 1995             | トッド・マーティン     | ポール・ハーフース         | 7-6(2), 6-4                   |
| メンフィス   | 1994             | トッド・マーティン     | ブラッド・ギルバート       | 6-4, 7-5                      |
| メンフィス   | 1993             | ジム・クーリエ         | トッド・マーティン         | 5-7, 7-6(4), 7-6(4)           |
| メンフィス   | 1992             | マラビーヤ・ワシントン | ウェイン・フェレイラ       | 6-3, 6-2                      |
| メンフィス   | 1991             | イワン・レンドル       | ミヒャエル・シュティヒ     | 7-5, 6-3                      |
| メンフィス   | 1990             | ミヒャエル・シュティヒ | ウォリー・マズア           | 6-7, 6-4, 7-6                 |
| メンフィス   | ↑ ATPツアー500 ↑ |                        |                            |                               |
| メンフィス   | 1989             | ブラッド・ギルバート   | ヨハン・クリーク           | 6-2, 6-2 ret                  |
| メンフィス   | 1988             | アンドレ・アガシ       | ミカエル・ペルンフォルス   | 6-4, 6-4, 7-5                 |
| メンフィス   | 1987             | ステファン・エドベリ   | ジミー・コナーズ           | 6-3, 2-1 ret                  |
| メンフィス   | 1986             | ブラッド・ギルバート   | ステファン・エドベリ       | 7-5, 7-6                      |
| メンフィス   | 1985             | ステファン・エドベリ   | ヤニック・ノア             | 6-1, 6-0                      |
| メンフィス   | 1984             | ジミー・コナーズ       | アンリ・ルコント           | 6-3, 4-6, 7-5                 |
| メンフィス   | 1983             | ジミー・コナーズ       | ジーン・メイヤー           | 7-5, 6-0                      |
| メンフィス   | 1982             | ヨハン・クリーク       | ジョン・マッケンロー       | 6-3, 3-6, 6-4                 |
| メンフィス   | 1981             | ジーン・メイヤー       | ロスコー・タナー           | 6-2, 6-4                      |
| メンフィス   | 1980             | ジョン・マッケンロー   | ジミー・コナーズ           | 7-6, 7-6                      |
| メンフィス   | 1979             | ジミー・コナーズ       | アーサー・アッシュ         | 6-4, 5-7, 6-3                 |
| メンフィス   | 1978             | ジミー・コナーズ       | ティム・ガリクソン         | 7-6, 6-3                      |
| メンフィス   | 1977             | ビョルン・ボルグ       | ブライアン・ゴットフリード | 6-4, 6-3, 4-6, 7-5            |
| メンフィス   | 1976             | ビジャイ・アムリトラジ | スタン・スミス             | 6-2, 0-6, 6-0                 |
| サリスベリー | 1975             | ジミー・コナーズ       | ビタス・ゲルレイティス     | 5-7, 7-5, 6-1, 3-6, 6-0       |
| サリスベリー | 1974             | ジミー・コナーズ       | フルー・マクミラン         | 6-4, 7-5, 6-3                 |
| サリスベリー | 1973             | ジミー・コナーズ       | カール・メイラー           | 6-2, 4-6, 7-6(0), 6-7(2), 6-3 |
| サリスベリー | 1972             | スタン・スミス         | イリ・ナスターゼ           | 5-7, 6-2, 6-3, 6-4            |
| サリスベリー | 1971             | クラーク・グレーブナー | クリフ・リッチー           | 2-6, 7-6, 1-6, 7-6, 6-0       |

### 男子ダブルス
| 開催地       | 年               | 優勝者                                                  | 準優勝者                                            | 決勝結果            |
| ------------ | ---------------- | ------------------------------------------------------- | --------------------------------------------------- | ------------------- |
| メンフィス   | 2017             | ブライアン・ベイカー ニコラ・メクティッチ               | ライアン・ハリソン スティーブ・ジョンソン           | 6-3, 6-4            |
| メンフィス   | 2016             | マリウシュ・フィルステンベルク サンティアゴ・ゴンサレス | スティーブ・ジョンソン サム・クエリー               | 6-4, 6-4            |
| メンフィス   | 2015             | マリウシュ・フィルステンベルク サンティアゴ・ゴンサレス | アルチョム・シタック ドナルド・ヤング               | 5–7, 7–6(1), [10–8] |
| メンフィス   | 2014             | エリック・ブトラック レイベン・クラーセン               | ボブ・ブライアン マイク・ブライアン                 | 6–4, 6–4            |
| メンフィス   | ↑ ATPツアー250 ↑ |                                                         |                                                     |                     |
| メンフィス   | 2013             | ボブ・ブライアン マイク・ブライアン                     | ジェームズ・ブレーク ジャック・ソック               | 6–1, 6–2            |
| メンフィス   | 2012             | マックス・ミルヌイ ダニエル・ネスター                   | イワン・ドディグ マルセロ・メロ                     | 4–6, 7–5, [10–7]    |
| メンフィス   | 2011             | マックス・ミルヌイ ダニエル・ネスター                   | エリック・ブトラック ジャン＝ジュリアン・ロイヤー   | 6–2, 6–7(6), [10–3] |
| メンフィス   | 2010             | ジョン・イスナー サム・クエリー                         | ロス・ハッチンス ジョーダン・カー                   | 6-4, 6-4            |
| メンフィス   | 2009             | マーディ・フィッシュ マーク・ノールズ                   | トラビス・パロット フィリップ・ポラーシェク         | 7-6(7), 6-1         |
| メンフィス   | 2008             | マヘシュ・ブパシ マーク・ノールズ                       | サンチャイ・ラティワタナ ソンチャット・ラティワタナ | 7-6(5), 6-2         |
| メンフィス   | 2007             | エリック・ブトラック ジェイミー・マリー                 | ユリアン・ノール ユルゲン・メルツァー               | 7-5, 6-3            |
| メンフィス   | 2006             | イボ・カロビッチ クリス・ハガード                       | ジェームズ・ブレーク マーディ・フィッシュ           | 0-6, 7-5, [10-5]    |
| メンフィス   | 2005             | シーモン・アスペリン トッド・ペリー                     | ボブ・ブライアン マイク・ブライアン                 | 6-4, 6-4            |
| メンフィス   | 2004             | ボブ・ブライアン マイク・ブライアン                     | ジェフ・クッツェー クリス・ハガード                 | 6-3, 6-4            |
| メンフィス   | 2003             | マーク・ノールズ ダニエル・ネスター                     | ボブ・ブライアン マイク・ブライアン                 | 6-2, 7-6            |
| メンフィス   | 2002             | ブライアン・マクフィー ネナド・ジモンイッチ             | ボブ・ブライアン マイク・ブライアン                 | 6-3, 3-6, [10-4]    |
| メンフィス   | 2001             | ボブ・ブライアン マイク・ブライアン                     | アレックス・オブライエン ジョナサン・スターク       | 6-2, 6-2            |
| メンフィス   | 2000             | ジャスティン・ギメルストブ セバスチャン・ラルー         | ジム・グラブ リッチー・レネバーグ                   | 6-4, 6-4            |
| メンフィス   | 1999             | トッド・ウッドブリッジ マーク・ウッドフォード           | セバスチャン・ラルー アレックス・オブライエン       | 6-4, 7-5            |
| メンフィス   | 1998             | トッド・ウッドブリッジ マーク・ウッドフォード           | エリス・フェレイラ ダビド・ロディッティ             | 6-4, 6-2            |
| メンフィス   | 1997             | エリス・フェレイラ パトリック・ガルブレイス             | リック・リーチ ジョナサン・スターク                 | 6-2, 6-3            |
| メンフィス   | 1996             | マーク・ノールズ ダニエル・ネスター                     | トッド・ウッドブリッジ マーク・ウッドフォード       | 7-6, 1-6, 6-4       |
| メンフィス   | 1995             | ジャレッド・パーマー リッチー・レネバーグ               | トミー・ホー ブレット・スティーブン                 | 7-5, 6-3            |
| メンフィス   | 1994             | バイロン・ブラック ジョナサン・スターク                 | ジム・グラブ ジャレッド・パーマー                   | 6-2, 6-4            |
| メンフィス   | 1993             | トッド・ウッドブリッジ マーク・ウッドフォード           | ヤッコ・エルティン ポール・ハーフース               | 6-4, 4-6, 6-3       |
| メンフィス   | 1992             | トッド・ウッドブリッジ マーク・ウッドフォード           | ケビン・カレン ゲイリー・ミュラー                   | 7-6, 6-1            |
| メンフィス   | 1991             | ミヒャエル・シュティヒ ウド・リグレウスキ               | ジョン・フィッツジェラルド ローリー・ワーダー       | 6-2, 6-7, 6-3       |
| メンフィス   | 1990             | ダレン・ケーヒル マーク・クラッツマン                   | ウド・リグレウスキ ミヒャエル・シュティヒ           | 6-3, 6-2            |
| メンフィス   | ↑ ATPツアー500 ↑ |                                                         |                                                     |                     |
| メンフィス   | 1989             | ポール・アナコーン クリスト・ヴァン・レンズバーグ       | スコット・デイヴィス ティム・ウィルキソン           | 6-4, 6-2            |
| メンフィス   | 1988             | ケビン・カレン デイヴィッド・ペイト                     | ピーター・ルンドグレン ミカエル・ペルンフォルス     | 6-3, 7-5            |
| メンフィス   | 1987             | アンダース・ヤリード ヨナス・スベンソン                 | セルヒオ・カサル エミリオ・サンチェス               | 6-2, 6-4            |
| メンフィス   | 1986             | ケン・フラック ロバート・セグソ                         | ギー・フォルジェ アンダース・ヤリード               | 2-6, 7-6, 7-6       |
| メンフィス   | 1985             | パベル・スロジル トマシュ・スミッド                     | ケビン・カレン スティーブ・デントン                 | 6-7, 7-6, 7-6       |
| メンフィス   | 1984             | フリッツ・ビューニング ピーター・フレミング             | ハインツ・ギュンタード トマシュ・スミッド           | 7-5, 7-6            |
| メンフィス   | 1983             | ピーター・マクナマラ ポール・マクナミー                 | ティム・ガリクソン トム・ガリクソン                 | 6-1, 6-1            |
| メンフィス   | 1982             | ケビン・カレン スティーブ・デントン                     | ジョン・マッケンロー ピーター・フレミング           | 6-4, 7-5            |
| メンフィス   | 1981             | ジーン・メイヤー サンディ・メイヤー                     | マイク・ケーヒル トム・ガリクソン                   | 6-2, 6-4            |
| メンフィス   | 1980             | ジョン・マッケンロー ブライアン・ゴットフリード         | ロッド・フローリー トマシュ・スミッド               | 6-3, 6-4            |
| メンフィス   | 1979             | トム・オッカー ヴォイチェフ・フィバク                   | フルー・マクミラン ディック・ストックトン           | 6-1, 6-4            |
| メンフィス   | 1978             | ブライアン・ゴットフリード ラウル・ラミレス             | フィル・デント ジョン・ニューカム                   | 3-6, 7-6, 6-2       |
| メンフィス   | 1977             | シャーウッド・スチュワート フレッド・マクネアー         | ロバート・ルッツ スタン・スミス                     | 4-6, 7-6, 7-6       |
| メンフィス   | 1976             | ビジャイ・アムリトラジ アナンド・アムリトラジ           | マーティ・リーセン ロスコー・タナー                 | 6-3, 6-4            |
| サリスベリー | 1975             | ジミー・コナーズ イリ・ナスターゼ                       | ヤン・コデシュ ロジャー・テイラー                   | 4-6, 6-3, 6-3       |
| サリスベリー | 1974             | ジミー・コナーズ フルー・マクミラン                     | バイロン・ベルトラム アンドリュー・パティソン       | 7-5, 6-2            |
| サリスベリー | 1973             | クラーク・グレーブナー イリ・ナスターゼ                 | ユルゲン・ファスベンダー フアン・ヒスベルト・シニア | 6-2, 6-4            |
| サリスベリー | 1972             | アンドレス・ヒメノ マニュエル・オランテス               | フアン・ヒスベルト・シニア ヴラジミール・ゼドニク   | 4-6, 6-3, 6-4       |
| サリスベリー | 1971             | フアン・ヒスベルト・シニア マニュエル・オランテス       | クラーク・グレーブナー トマス・コッホ               | 7-6, 6-2            |

### 女子シングルス
| 開催地           | 年   | 優勝者                           | 準優勝者                         | 決勝結果             |
| ---------------- | ---- | -------------------------------- | -------------------------------- | -------------------- |
| メンフィス       | 2013 | マリナ・エラコビッチ             | ザビーネ・リシキ                 | 6–1, 途中棄権        |
| メンフィス       | 2012 | ソフィア・アルビドソン           | マリナ・エラコビッチ             | 6–3, 6–4             |
| メンフィス       | 2011 | マグダレナ・リバリコバ           | レベッカ・マリーノ               | 6-2, 途中棄権        |
| メンフィス       | 2010 | マリア・シャラポワ               | ソフィア・アルビドソン           | 6-2, 6-1             |
| メンフィス       | 2009 | ビクトリア・アザレンカ           | キャロライン・ウォズニアッキ     | 6-1, 6-3             |
| メンフィス       | 2008 | リンゼイ・ダベンポート           | オリガ・ゴボルツォワ             | 6-2, 6-1             |
| メンフィス       | 2007 | ビーナス・ウィリアムズ           | シャハー・ピアー                 | 6-1, 6-1             |
| メンフィス       | 2006 | ソフィア・アルビドソン           | マルタ・ドマホフスカ             | 6-2, 2-6, 6-3        |
| メンフィス       | 2005 | ベラ・ズボナレワ                 | メガン・ショーネシー             | 7-6 (7-3), 6-2       |
| メンフィス       | 2004 | ベラ・ズボナレワ                 | リサ・レイモンド                 | 4-6, 6-4, 7-5        |
| メンフィス       | 2003 | リサ・レイモンド                 | アマンダ・クッツァー             | 6-3, 6-2             |
| メンフィス       | 2002 | リサ・レイモンド                 | アレクサンドラ・スティーブンソン | 4-6, 6-3, 7-6 (11-9) |
| オクラホマシティ | 2001 | モニカ・セレシュ                 | ジェニファー・カプリアティ       | 6-3, 5-7, 6-2        |
| オクラホマシティ | 2000 | モニカ・セレシュ                 | ナタリー・デシー                 | 6-1, 7-6 (7-3)       |
| オクラホマシティ | 1999 | ビーナス・ウィリアムズ           | アマンダ・クッツァー             | 6-3, 6-0             |
| オクラホマシティ | 1998 | ビーナス・ウィリアムズ           | ヨアネット・クルーガー           | 6-3, 6-2             |
| オクラホマシティ | 1997 | リンゼイ・ダベンポート           | リサ・レイモンド                 | 6-4, 6-2             |
| オクラホマシティ | 1996 | ブレンダ・シュルツ＝マッカーシー | アマンダ・クッツァー             | 6-3, 6-2             |
| オクラホマシティ | 1995 | ブレンダ・シュルツ               | エレーナ・リホフツェワ           | 6-1, 6-2             |
| オクラホマシティ | 1994 | メレディス・マグラス             | ブレンダ・シュルツ               | 7-6 (8-6), 7-6 (7-4) |
| オクラホマシティ | 1993 | ジーナ・ガリソン＝ジャクソン     | パティ・フェンディック           | 6-2, 6-2             |
| オクラホマシティ | 1992 | ジーナ・ガリソン＝ジャクソン     | ロリ・マクニール                 | 7-5, 3-6, 7-6        |
| オクラホマシティ | 1991 | ヤナ・ノボトナ                   | アン・スミス                     | 3-6, 6-3, 6-2        |
| オクラホマシティ | 1990 | エミー・フレージャー             | マノン・ボーラグラフ             | 6-4, 6-2             |
| オクラホマシティ | 1989 | マノン・ボーラグラフ             | レイラ・メスヒ                   | 6-4, 6-4             |
| オクラホマシティ | 1988 | ロリ・マクニール                 | ブレンダ・シュルツ               | 6-3, 6-2             |
| オクラホマシティ | 1987 | エリザベス・スマイリー           | ロリ・マクニール                 | 4-6, 6-3, 7-5        |
| オクラホマシティ | 1986 | マルセラ・メスカー               | ロリ・マクニール                 | 6-4, 4-6, 6-3        |

### 女子ダブルス
| 開催地           | 年   | 優勝者                                              | 準優勝者                                                                  | 決勝結果            |
| ---------------- | ---- | --------------------------------------------------- | ------------------------------------------------------------------------- | ------------------- |
| メンフィス       | 2013 | クリスティナ・ムラデノビッチ ガリナ・ボスコボワ     | ソフィア・アルビドソン ヨハンナ・ラーション                               | 7–6(5), 6–3         |
| メンフィス       | 2012 | アンドレア・フラバーチコバ ルーシー・ハラデツカ     | ベラ・ドゥシェビナ オリガ・ゴボルツォワ                                   | 6–3, 6–4            |
| メンフィス       | 2011 | オリガ・ゴボルツォワ アーラ・クドリャフツェワ       | アンドレア・フラバーチコバ ルーシー・ハラデツカ                           | 6–3, 4–6, [10–8]    |
| メンフィス       | 2010 | バニア・キング ミハエラ・クライチェク               | ベサニー・マテック＝サンズ メガン・ショーネシー                           | 7-5, 6-2            |
| メンフィス       | 2009 | ビクトリア・アザレンカ キャロライン・ウォズニアッキ | ユリア・フェデク ミハエラ・クライチェク                                   | 6-1, 7-6 (7-2)      |
| メンフィス       | 2008 | リンゼイ・ダベンポート リサ・レイモンド             | アンジェラ・ヘインズ マショナ・ワシントン                                 | 6-3, 6-1            |
| メンフィス       | 2007 | ニコル・プラット ブリアン・スチュワート             | ヤルミラ・ガイドソバ 森上亜希子                                           | 7-5, 4-6, [10-5]    |
| メンフィス       | 2006 | リサ・レイモンド サマンサ・ストーサー               | ビクトリア・アザレンカ キャロライン・ウォズニアッキ                       | 7-6 (7-2), 6-3      |
| メンフィス       | 2005 | 佐伯美穂 吉田友佳                                   | ローラ・グランビル アビゲイル・スピアーズ                                 | 6-3, 6-4            |
| メンフィス       | 2004 | アサ・スベンソン メイレン・トゥ                     | マリア・シャラポワ ベラ・ズボナレワ                                       | 6-4, 7-6 (7-0)      |
| メンフィス       | 2003 | 森上亜希子 小畑沙織                                 | アリーナ・ジドコワ ブリアン・スチュワート                                 | 6-1, 6-1            |
| メンフィス       | 2002 | 杉山愛 エレナ・タタルコワ                           | メリッサ・ミドルトン ブリー・リップナー                                   | 6-4, 2-6, 6-0       |
| オクラホマシティ | 2001 | アマンダ・クッツァー ロリ・マクニール               | ジャネット・リー ウィニー・プラクシャ                                     | 6-3, 2-6, 6-0       |
| オクラホマシティ | 2000 | キンバリー・ポー コリーナ・モラリュー               | タマリネ・タナスガーン エレナ・タタルコワ                                 | 6-4, 4-6, 6-2       |
| オクラホマシティ | 1999 | リサ・レイモンド レネ・スタブス                     | アマンダ・クッツァー ジェシカ・ステック                                   | 6-3, 6-4            |
| オクラホマシティ | 1998 | セリーナ・ウィリアムズ ビーナス・ウィリアムズ       | カタリナ・クリスティア クリスティン・カンス                               | 7-5, 6-2            |
| オクラホマシティ | 1997 | 平木理化 宮城ナナ                                   | マリアン・ワーデル＝ウィットマイヤー タミー・ウィットリンガー＝ジョーンズ | 6-4, 6-1            |
| オクラホマシティ | 1996 | チャンダ・ルビン ブレンダ・シュルツ＝マッカーシー   | カトリナ・アダムス デビー・グラハム                                       | 6-4, 6-3            |
| オクラホマシティ | 1995 | ニコル・アレント ラウラ・ゴラルサ                   | カトリナ・アダムス ブレンダ・シュルツ                                     | 6-4, 6-3            |
| オクラホマシティ | 1994 | パティ・フェンディック メレディス・マグラス         | カトリナ・アダムス マノン・ボーラグラフ                                   | 7-6 (7-3), 6-2      |
| オクラホマシティ | 1993 | パティ・フェンディック ジーナ・ガリソン＝ジャクソン | カトリナ・アダムス マノン・ボーラグラフ                                   | 6-3, 6-2            |
| オクラホマシティ | 1992 | ロリ・マクニール ニコル・プロビス                   | カトリナ・アダムス マノン・ボーラグラフ                                   | 3-6, 6-4, 7-6 (8-6) |
| オクラホマシティ | 1991 | メレディス・マグラス アン・スミス                   | カトリナ・アダムス ジル・ヘザリントン                                     | 6-2, 6-4            |
| オクラホマシティ | 1990 | メアリー・ルー・ダニエルズ ウェンディ・ホワイト     | マノン・ボーラグラフ リズ・グレゴリー                                     | 7-5, 6-2            |
| オクラホマシティ | 1989 | ロリ・マクニール ベッツィ・ナゲルセン               | エリス・バーギン エリザベス・スマイリー                                   | W/O                 |
| オクラホマシティ | 1988 | ヤナ・ノボトナ カトリーヌ・イソワール               | カタリナ・リンドクイスト ティーネ・シェウアー＝ラーセン                   | 6-4, 6-4            |
| オクラホマシティ | 1987 | スヴェトラーナ・パルクホメンコ ラリサ・サブチェンコ | ロリ・マクニール キム・サンズ                                             | 6-4, 6-4            |
| オクラホマシティ | 1986 | マルセラ・メスカー パスカル・パラディ               | ロリ・マクニール カトリーヌ・イソワール                                   | 2-6, 7-6 (1), 6-1   |